# 银山过树蛇
银山过树蛇（学名：Dendrelaphis ngansonensis），一种分布于中国、越南、老挝、柬埔寨、泰国等地区的爬行动物，隶属于游蛇科过树蛇属。本种原被视为过树蛇（Dendrelaphis pictus）的一个亚种，1999年德国学者通过形态学研究将其升级为独立种。

## 保护
本种于2023年被收录入《有重要生态、科学、社会价值的陆生野生动物名录》。